# 大仁科技大学
大仁科技大学（だいじんかぎだいがく、Ta Jan University）は、台湾屏東県塩埔郷に位置する私立大学である。

## 歴史
| 年     | 月日   | 事跡                       |
| ------ | ------ | -------------------------- |
| 1966年 | 3月    | 「大仁薬科学校」として開校 |
| 1999年 | 8月1日 | 「大仁科技大学」と改称     |

## 組織
| | |
| - 環境健康学部 - 製薬テクノロジー研究所 - 環境管理研究所 - バイオテクノロジー研究所 - 薬学科 - 食品テクノロジー系 - 環境工程学科 - 職業安全衛生学科 - 看護学科 - バイオテクノロジー学科 - 情報管理学科 - 医務管理学科 - 情報管理学科 - 販売流通管理学科 - 情報工学科 | - レジャー学部 - レジャー健康管理研究所 - レストラン管理学科 - レジャー運動管理学科 - ホテル旅行業管理学科 - 観光事業学科 - 人文社会学部 - 幼児保育学科 - 社会事業学科 - 応用外国語学科 - 客家研究センター |